# Rio Juba

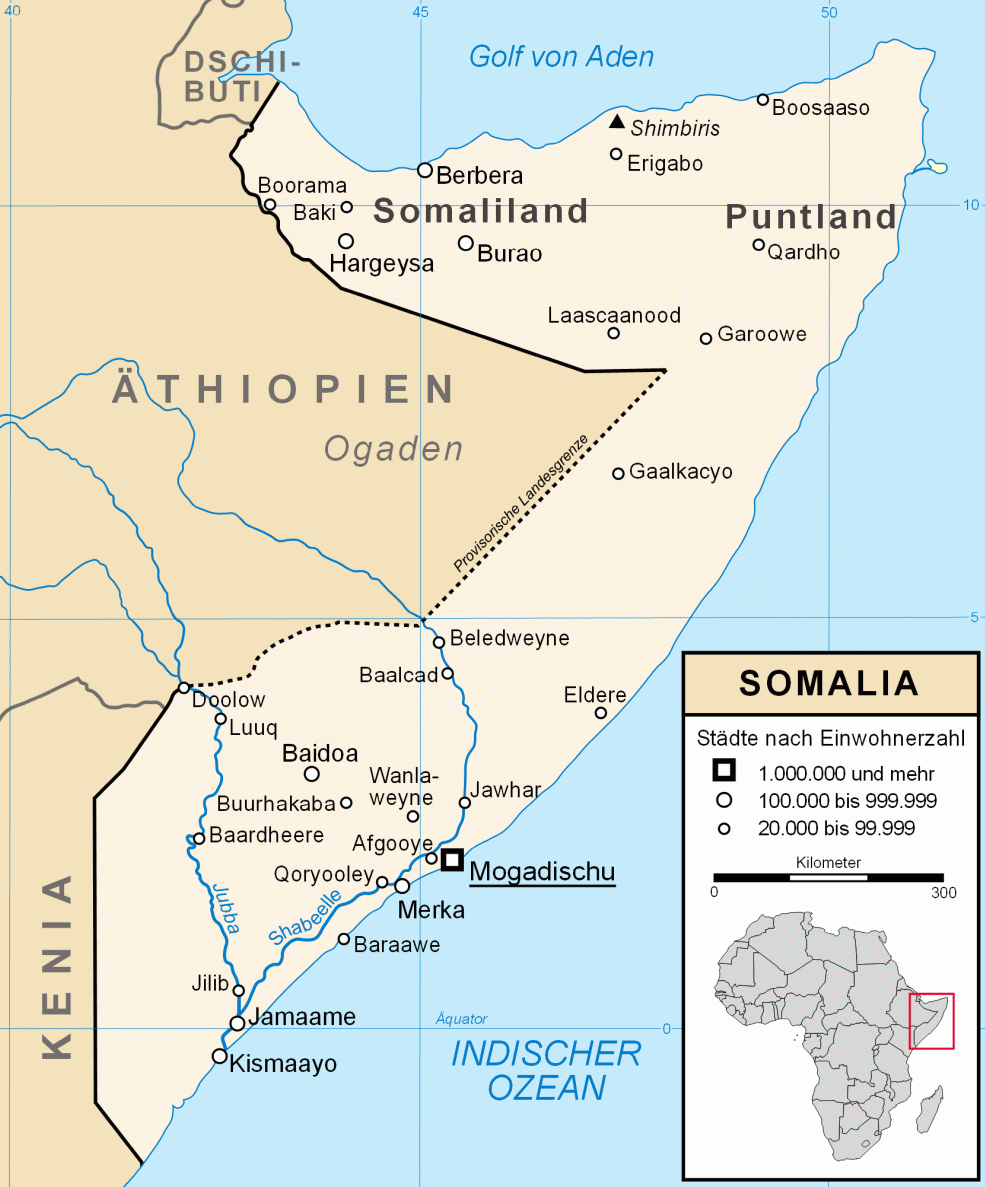
Rio Juba ao sul da Etiópia

O Juba ou Jubba (somali: Jubba; italiano: Giuba) é um rio do sul da Somália com 1.658 km de extensão.  Ele nasce em Dolow, Somália, na fronteira com a Etiópia onde o rio Dawa e o rio Gebele se encontram, corta Burdubo e Bardera na região de Gedo, Bu'aale, Jilib e Jamaame na região de Jubbada Dhexe e deságua no Oceano Índico em Goobweyn, onde pode ser verificado as águas vermelhas do rio se misturando com as águas azuis do oceano.

## Ligações externas

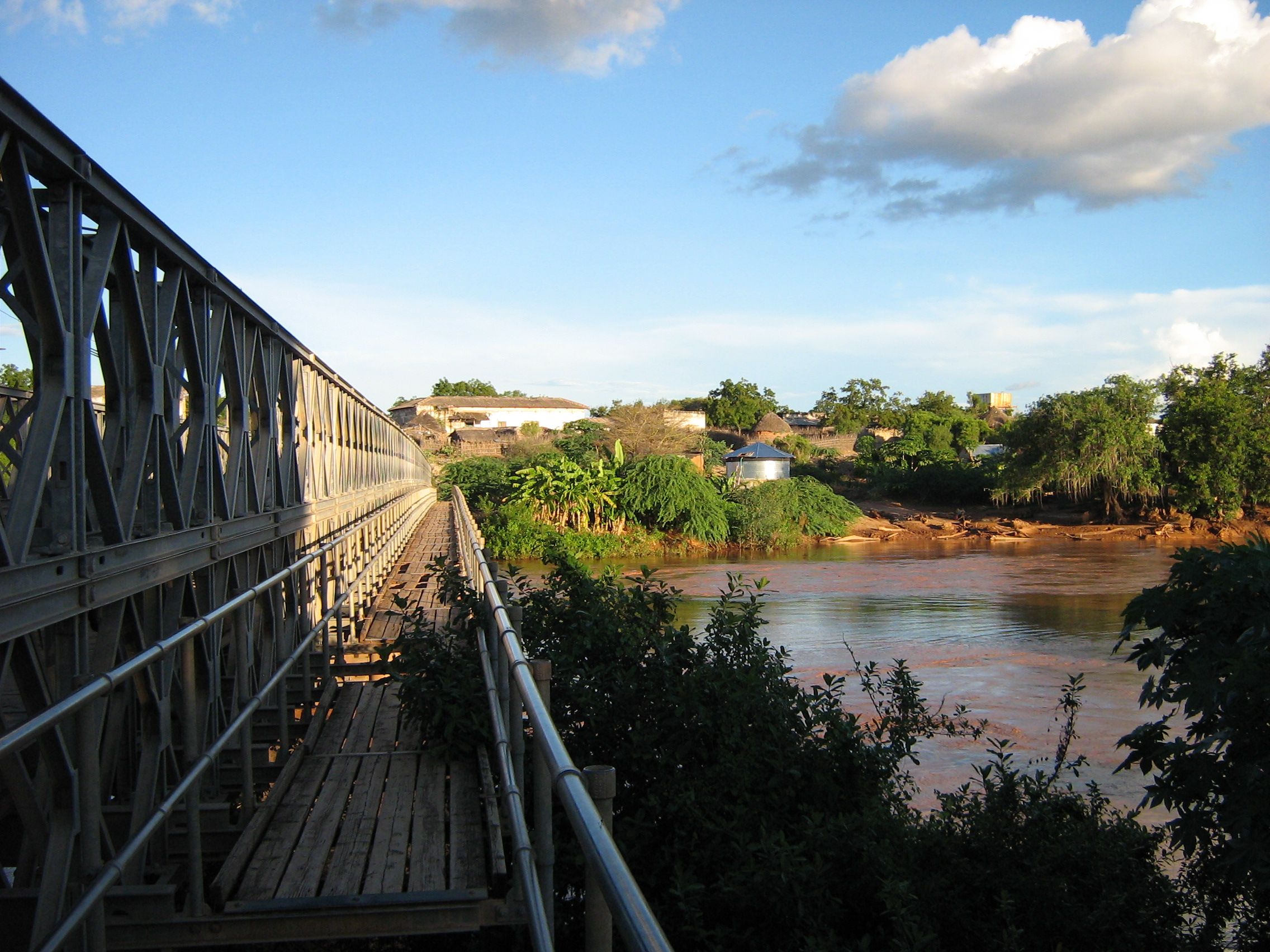
Ponte sobre o rio Juba em Bardera, Somália